# Warszawa Choszczówka
Warszawa Choszczówka – przystanek kolejowy PKP Polskich Linii Kolejowych położony na terenie warszawskiej dzielnicy Białołęka, przy ulicy Piwoniowej, na granicy m. st. Warszawy i gminy Jabłonna. W roku 2022 dzienna wymiana pasażerska na przystanku wyniosła 5 300 osób, co dało jej 69 miejsce w Polsce.

## Ruch pasażerski[2]
| Rok  | Wymiana pasażerska na dobę |
| ---- | -------------------------- |
| 2017 | 5400                       |
| 2018 | 5400                       |
| 2019 | 5000                       |
| 2020 | 5300                       |
| 2021 | 4300                       |
| 2022 | 5300                       |
| 2023 | 6000                       |

## Połączenia
| Przewoźnik         | Linia | Trasa                                                        |             |
| ------------------ | ----- | ------------------------------------------------------------ | ----------- |
| Koleje Mazowieckie | R90   | Warszawa Zachodnia - Warszawa Choszczówka - Działdowo        | [ 3 ] [ 4 ] |
| SKM Warszawa       | S3    | Warszawa Lotnisko Chopina - Warszawa Choszczówka - Legionowo | [ 3 ] [ 4 ] |
| SKM Warszawa       | S4    | Piaseczno - Warszawa Choszczówka - Zegrze Południowe         | [ 3 ] [ 4 ] |
| SKM Warszawa       | S40   | Piaseczno - Warszawa Choszczówka - Wieliszew/Radzymin        | [ 3 ] [ 4 ] |

## Galeria

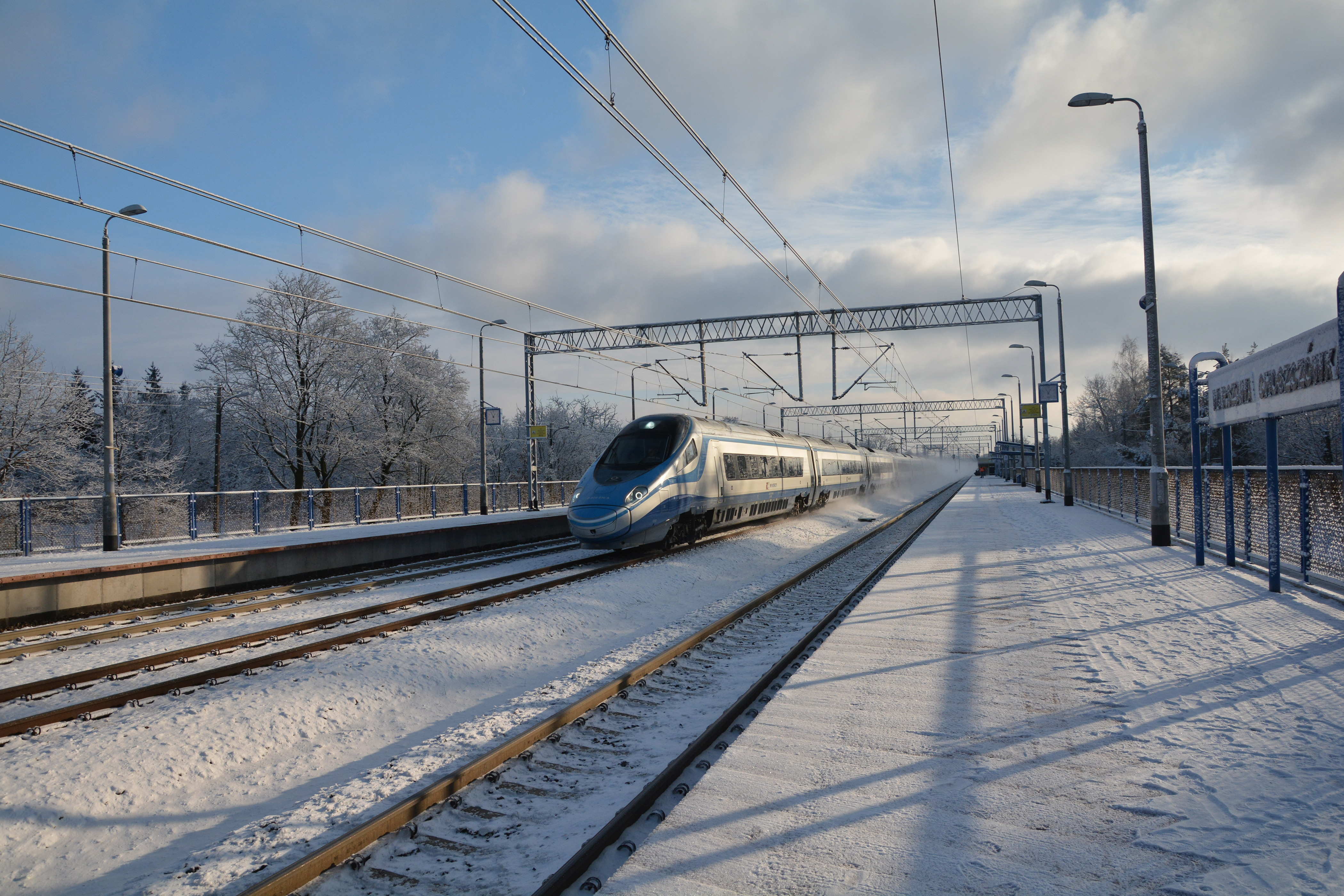
ED250 „Pendolino” przejeżdżający przez przystanek
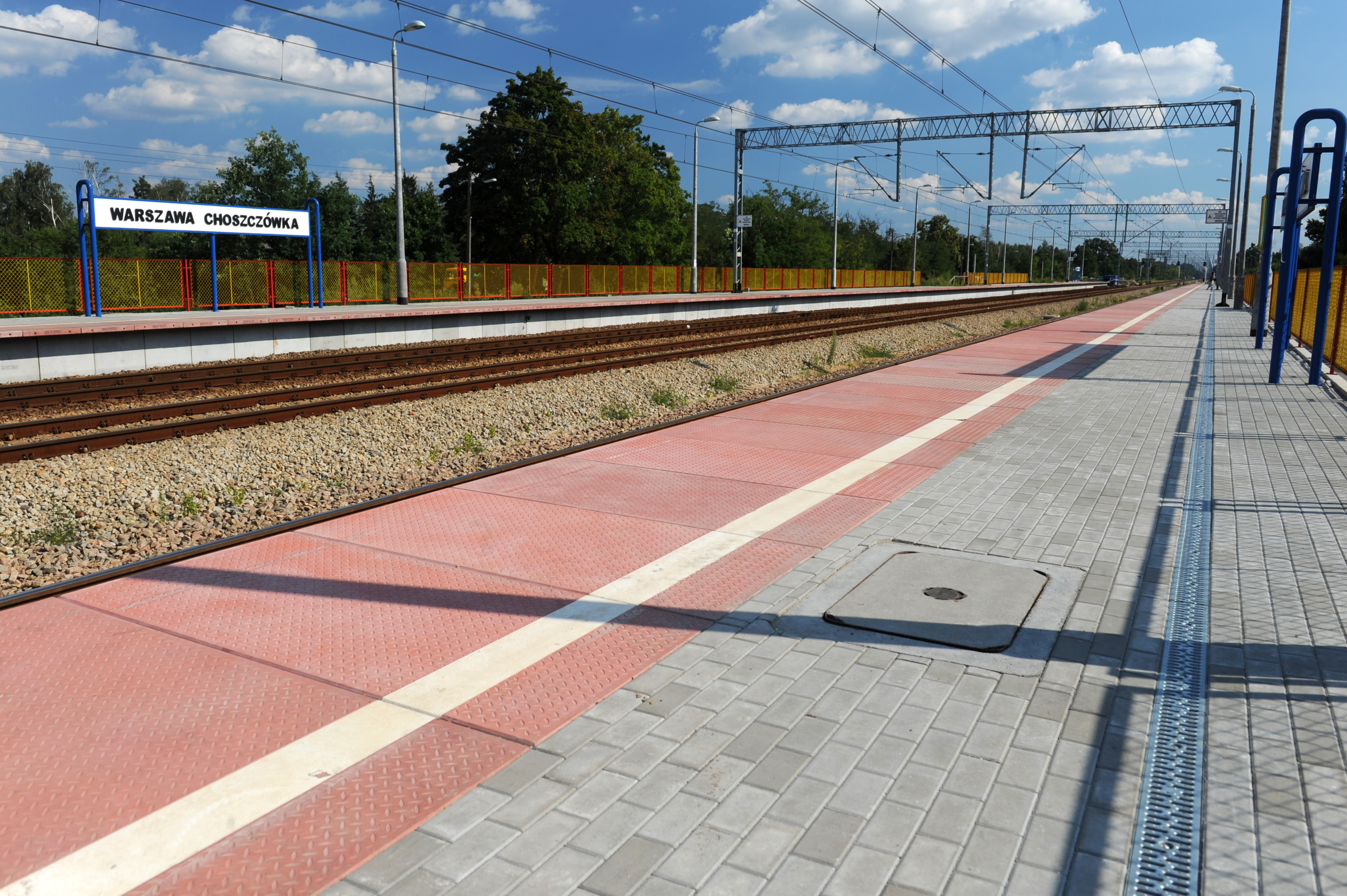
Przystanek latem
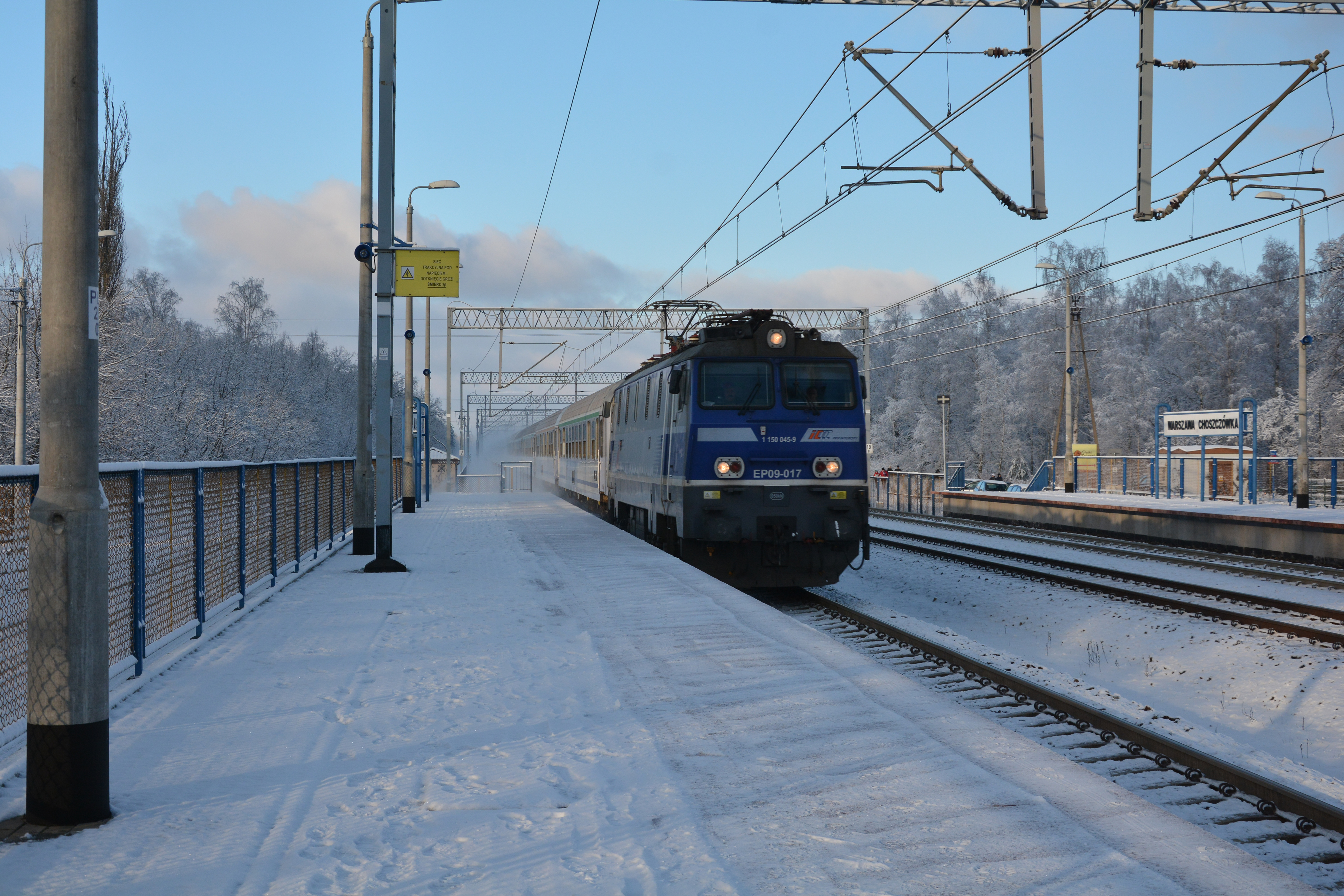
Przejeżdżający przez przystanek pociąg TLK spółki PKP Intercity

## Inne informacje
W pobliżu przystanku rozpoczyna się żółty szlak turystyczny: Choszczówka PKP − Nieporęt PKP (12,8 km).